# Piano regolatore generale comunale
Il piano regolatore generale comunale è, in Italia, uno strumento urbanistico di pianificazione territoriale che regola l'attività edificatoria all'interno di un territorio comunale, di cui ogni comune italiano deve dotarsi, ai sensi di legge.
Può essere adottato comunemente da più comuni; in questo caso si parla di piano regolatore generale intercomunale.

## Storia
L'istituto del piano regolatore venne primariamente introdotto dalla legge 25 giugno 1865, n. 2359. Durante il ventennio fascista, tuttavia, la legge 17 agosto 1942, n. 1150 introdusse una nuova regolamentazione dell'istituto, con una radicale trasformazione delle sue caratteristiche, in particolare ne mutò il nome in piano regolatore generale estendendo la validità dello stesso all'intero territorio municipale; e seppur non obbligatorio non aveva attuazione diretta, necessitando di un ulteriore livello di attuazione, introdusse la zonizzazione del territorio in aree.
Tra gli anni '60 e '90 si susseguirono varie riforme, rendendone obbligatoria l'adozione solo negli elenchi di cui ai decreti del Ministero dei lavori pubblici, emanati nel corso degli anni; alcune disposizioni in merito sono contenute nel d.lgs. 18 agosto 2000, n. 267.

### Evoluzione regionale
- Nella Regione Emilia-Romagna è stato sostituito dal piano strutturale comunale (PSC) introdotto con la legge regionale 20/2000, a sua volta sostituito dal piano urbanistico generale (PUG), introdotto con la legge regionale 24/2017[3].
- Nella Regione Campania è sostituito dal Piano urbanistico comunale (PUC) introdotto dalla Legge Regionale 16/2004.
- Nella Regione Veneto è attualmente in vigore la Legge Regionale 23 aprile 2004 n. 11 che, all'articolo 12, comma 1, prevede: "La pianificazione urbanistica comunale si esplica mediante il Piano Regolatore comunale che si articola in disposizioni strutturali, contenute nel Piano di Assetto del Territorio (PAT) ed in disposizioni operative, contenute nel Piano degli Interventi (PI)".
- Dal 2005 nella Regione Lombardia è sostituito dal Piano di governo del territorio (PGT).
- Nella Regione Puglia è attualmente sostituito dal Piano Urbanistico Generale (PUG).

### I primi piani regolatori
Solitamente i piani regolatori comunali riguardavano soprattutto le grandi città:
1. Cagliari (piano Cima del 1861)
2. Ancona (piano Gabuzzi, Bianchi, De Bosis, Daretti del 1862[4], approvato dal consiglio comunale nel 1861[5])
3. Firenze (piano Poggi del 1865)
4. Catania (piano Gentile Cusa del 1879)
5. Palermo (piano Giarrusso del 1885)
6. Bologna (piano regolatore del 1889)
7. Roma (piano Viviani del 1873 e del 1882, piano Saintjust-Nathan del 1909)
8. Milano (piano Beruto del 1884, piano Pavia-Masera del 1912)
9. Napoli (piano di risanamento del 1885, piano De Simoni del 1914)

## Caratteristiche
Può esser redatto da un singolo comune o da più comuni limitrofi e contiene indicazioni sul possibile utilizzo o tutela delle porzioni del territorio cui si riferisce. Non è obbligatorio, ma ove la legge lo imponga i comuni italiani sono tenuti a nominare i progettisti entro 3 mesi dalla data in cui essa sorga, e ad adottare il piano nei successivi 12 mesi e a presentarlo alla regione italiana di competenza per l'approvazione entro due anni dalla data del decreto che ha disposto l'obbligatorietà. Ha validità a tempo indeterminato, sino alla sua sostituzione o modifica.

### Articolazione e contenuto
Si articola generalmente in:
- piano strutturale comunale;
- piano operativo comunale;
- regolamento urbanistico edilizio.

Tra i contenuti principali possiamo annoverare:
- rete principale delle infrastrutture.

Contenuti del P.R.G.
L'art. 7 della legge "fondamentale" n. 1150/42, stabilito che il P.R.G. deve essere esteso a tutto il territorio comunale, ne fissa i contenuti:
- rete delle principali comunicazioni stradali, ferroviarie, navigabili e relativi impianti;
- zonizzazione del territorio comunale;
- aree destinate a formare spazi ad uso pubblico;
- aree da riservare a edifici pubblici o di uso pubblico;
- vincoli da osservare nelle zone a carattere storico, ambientale, paesistico;
- norme per l'attuazione del piano.

Per integrare questo elenco ricordiamo che la legge n. 765/1967 introduce altre disposizioni relative a:
- limiti inderogabili di densità edilizia, altezza, distanza tra i fabbricati, ecc.;
- obbligo di riservare nelle nuove costruzioni appositi spazi per parcheggi in misura di 1 m² ogni 20 m³ di costruzione (in seguito elevati a 2 m² ogni 20 m³);
- al di fuori dei centri abitati devono essere osservate determinate distanze a protezione del nastro stradale.

Il P.R.G può essere espresso mediante tre sottolivelli di pianificazione territoriale che sono: Piano strutturale Comunale (P.S.C.), Regolamento Urbanistico ed Edilizio (R.U.E.), Piano operativo Comunale (P.O.C.).
Il P.S.C.
- delinea le scelte strategiche di assetto e sviluppo e tutela l'integrità fisica ed ambientale e l'identità culturale del territorio (trent'anni)
- valuta la consistenza, la localizzazione e la vulnerabilità delle risorse naturali e antropiche e ne indica le soglie di criticità
- fissa i limiti e le condizioni di sostenibilità degli interventi e delle trasformazioni pianificabili;
- individua le infrastrutture e le attrezzature di maggiore rilevanza;
- classifica il territorio comunale in urbanizzato, urbanizzabile e rurale;
- individua gli ambiti del territorio comunale;
- definisce le trasformazioni che possono essere attuate attraverso intervento diretto.

Il R.U.E.
- contiene la disciplina generale delle tipologie e delle modalità attuative degli interventi di trasformazione nonché delle destinazioni d'uso;
- contiene le norme attinenti alle attività di costruzione, di trasformazione fisica e funzionale e di conservazione delle opere edilizie, nonché la disciplina degli elementi architettonici ed urbanistici, degli spazi verdi e degli altri elementi che caratterizzano l'ambiente urbano
- contiene inoltre la definizione dei parametri edilizi e urbanistici e le metodologie per il loro calcolo, la disciplina degli oneri di urbanizzazione, le modalità di calcolo delle monetizzazioni delle dotazioni territoriali

Il P.O.C
- individua e disciplina gli interventi di tutela e valorizzazione, di organizzazione e trasformazione del territorio (cinque anni)
- la delimitazione, l'assetto urbanistico, le destinazioni d'uso, gli indici edilizi;
- le modalità di attuazione degli interventi di trasformazione l'indicazione delle trasformazioni da assoggettare a specifiche valutazioni di sostenibilità e fattibilità e ad interventi di mitigazione e compensazione degli effetti:
- la definizione delle dotazioni territoriali da realizzare o riqualificare e delle relative aree, nonché gli interventi di integrazione paesaggistica;
- la localizzazione delle opere e dei servizi pubblici e di interesse pubblico
- programma la contestuale realizzazione e completamento degli interventi di trasformazione e delle connesse dotazioni territoriali e infrastrutture per la mobilità.

Documenti che contribuiscono a formare il P.R.G.
In mancanza di precise indicazioni da parte della legge urbanistica nazionale, provvedono a questo scopo le leggi urbanistiche regionali. In generale un P.R.G. è formato dai seguenti elaborati:
- cartografia in scala opportuna;
- testo delle norme tecniche di attuazione;
- relazione illustrativa.

L'insieme della cartografia può essere costituito da:
- tavola d'inquadramento del P.R.G. nel contesto regionale (scala 1:25000 o 1:50000);
- una o più tavole dell'intero territorio comunale (scala 1:10000 o 1:5000);
- una o più tavole relative al centro edificato (scala 1:2000 o 1:1500);
- altri elaborati per eventuali indicazioni di dettaglio (scala 1:1000).

Formazione e validità del P.R.G.
La formazione del P.R.G. avviene su delibera del Consiglio Comunale che può affidare l'incarico di redigerlo ad un professionista (o gruppo) esterno o, in alternativa, al proprio Ufficio Tecnico.
La formazione di un P.R.G. si articola in due fasi:
- fase delle analisi conoscitive;
- fase progettuale.

Nella prima fase si raccolgono informazioni e dati relativi alla situazione esistente nel territorio da pianificare sia dal punto di vista paesistico-ambientale che della struttura insediativa e produttiva in tutte le sue componenti. Ciò costituisce il presupposto per delineare un quadro puntuale dello stato di fatto del territorio da pianificare onde pervenire alle scelte di piano. Queste sono principalmente scelte politiche di competenza degli Amministratori locali, mentre spetta ai progettisti del piano individuare le modalità tecniche per la loro attuazione.
In base alla legge n. 1150/1942 il P.R.G. ha validità illimitata. Nel corso della sua validità il P.R.G. può essere soggetto a varianti oppure può essere sostituito da un P.R.G. di nuova formazione. Nella pratica corrente il P.R.G. ha, invece, validità limitata nel tempo e comunque condizionata dalle previsioni dei P.T.C., qualora esistano.

### Elaborati
- 1. Stralcio di P.T.C. (Piano territoriale di coordinamento), scala 1:25000
- 2. Descrizione dello stato attuale, scala 1:25000
- 3. Progetto di P.R.G. Il P.R.G. è una sorta di progetto architettonico a scala urbana e diventa poi legge. Comprende:
  - Piano di viabilità, scala 1:5000
  - Piano di azzonamento, zonizzazione, scala 1:5000
- 4. Tavola di delimitazione e computo aree (residenze, attività produttive ed aree ad uso pubblico), scala 1:5000
- 5. Tavola dei piani attuativi, localizzano le aree oggetto di strumenti attuativi.
- 6. Edilizia scolastica oggetto del D.M. del 1975, scala 1:5000
- 7. Norme tecniche di attuazione, consentono la specificazione e il dettaglio della zonizzazione
- 8. Relazione tecnica illustrativa
- 9. Stima sommaria dei costi, non prevista dalla legge

Il decreto interministeriale 2 aprile 1968 n. 1444 aggiunse altre due tavole:
- 10. Zone omogenee oggetto della zonizzazione, perimetrate ed evidenziate
- 11. Verifica del rispetto degli standards urbanistici.

### Tipologia dei piani attuativi
I piani regolatori possono prevedere l'utilizzo di strumenti più dettagliati per definire i nuovi interventi previsti. I piani attuativi possono essere di vario tipo:
- piano particolareggiato (P.P.);
- piano edilizia economica popolare (P.E.E.P.);
- piano di lottizzazione convenzionata (P.L.C.);
- piano per gli insediamenti produttivi (P.I.P.);
- piano di recupero (P.d.R.).

I piani attuativi quali P.L.C. e P.d.R. possono essere di iniziativa sia pubblica che privata, mentre i P.P., P.E.E.P. e P.I.P. sono esclusivamente pubblici.
Nei bandi per l'assegnazione dei contributi, la regione stabilisce il prezzo massimo al metro quadro, che per legge deve essere inferiore ai valori di mercato. Il comune, quindi sempre in via amministrativa, stabilisce una convenzione con l'operatore economico che offre le case: la convenzione riporta il prezzo effettivo entro questi massimali regionali, nella convenzione sottoscritta con l'operatore che offre le case, e le aree edificabili messe a disposizione a prezzo calmierato dallo stesso comune.
Per evitare che le case costruite in edilizia convenzionata siano poi vendute a prezzi al m² maggiorati rispetto a quello stabilito nei bandi comunali o regionali, e che scontano realmente ai clienti il contributo pubblico, il comune o la regione impongono che per ottenere il pagamento del saldo del finanziamento pubblico, l'operatore economico deve presentare l'attestato di fine lavori, la convenzione sottoscritta con il comune e il rogito di compravendita dell'alloggio (o del contratto di affitto, in caso di immobile destinato alla locazione), accertando che nel rogito siano rispettati i prezzi al metro quadro fissati dal bando regionale e dalla convenzione del comune col costruttore.

## Il procedimento per l'adozione
La procedura di approvazione ed entrata in vigore del PRG è fornita principalmente dalla legge 17 agosto 1942, n. 1150. A seguito delle varie modifiche legislative, nella definizione della procedura concorrono anche altre leggi, come ad esempio il D.P.R. 15 gennaio 1972, n. 8 il quale tra l'altro ha dato la competenza all'approvazione alle Regioni d'Italia ed ha eliminato l'obbligo di approvazione da parte del Ministero dei lavori pubblici, e di preventiva consultazione del Consiglio superiore dei lavori pubblici.
Iter procedurale di formazione ed approvazione
- il Consiglio Comunale delibera di procedere alla formazione del P.R.G.;
- il Comune incarica uno o più progettisti (pianificatori territoriali, ingegneri, architetti) o il proprio Ufficio Tecnico della formazione del P.R.G.;
- formulazione di pareri preventivi obbligatori (in base alla legge n. 64/1974);
- entro 12 mesi dall'affidamento dell'incarico il progetto di P.R.G. viene sottoposto a deliberazione del Consiglio Comunale;
- il P.R.G. adottato viene depositato presso la Segreteria Comunale per 30 giorni consecutivi durante i quali ciascuno può prenderne visione;
- entro 60 giorni dalla data di pubblicazione, enti o privati, se lo ritengono opportuno, possono presentare le loro “osservazioni” al piano al fine di collaborare al suo perfezionamento;
- il Consiglio Comunale delibera sulle controdeduzioni alle osservazioni e quindi anche sulle eventuali modifiche al piano;
- tutti gli atti relativi al P.R.G. sono inviati alla Regione per l'approvazione;
- il P.R.G. è approvato dal Presidente della Giunta Regionale (in precedenza il Piano è stato visionato dai competenti uffici tecnici regionali per il necessario visto per il controllo di legittimità da parte del Co.Re.Co.);
- il piano, dopo l'approvazione da parte della Regione, viene depositato presso il Comune in libera visione per tutto il periodo della sua validità.

Contro il P.R.G. approvato può essere presentato ricorso al Tribunale Amministrativo Regionale (T.A.R.) oppure ricorso straordinario al Presidente della Repubblica.
Il P.R.G. inizia il suo iter mediante l'adozione del consiglio comunale (in tale sede il piano viene pubblicato); le procedure di deposito e pubblicazione sono descritte dalla legge n.1150/1942. Per 30 giorni, il P.R.G. deve poter essere visto da tutti mediante affissione all'albo pretorio. Tutte le osservazioni, catalogate in ordine di arrivo, pervenute nei termini di cui sopra diventano oggetto di valutazione da parte dei progettisti del PSC e degli uffici preposti, quindi sottoposte al consiglio comunale. Il consiglio comunale con deliberazione motivata si pronuncerà sull'accoglimento o meno delle osservazioni presentate, entro centottanta giorni dalla scadenza dei sessanta giorni di cui sopra; con lo stesso atto il consiglio adotta definitivamente il PRG con le modifiche apportate a seguito dell'accoglimento di alcune osservazioni.
Nei trenta giorni successivi alla delibera di adozione definitiva il PRG verrà trasmesso alla giunta regionale la quale si esprimerà sulla conformità del PRG alla normativa sovraordinata (per esempio: PPAR, PIT e PTC). Il parere espresso dalla giunta regionale entro centottanta giorni, qualora favorevole consente al consiglio comunale di approvare il PRG nei successivi sessanta giorni. Qualora la giunta esprima dei rilievi in ordine alla conformità del PRG il comune italiano interessato può:
- approvare il PRG recependo totalmente i rilievi formulati dalla Giunta Regionale;
- respingere i rilievi e contro-dedurre con deliberazione motivata (entro novanta giorni).

Detto atto verrà discusso dalla giunta regionale che nei novanta giorni successivi dovrà esprimere un parere definitivo, che consentirà l'approvazione definitiva del Piano. Dalla data di adozione della variante generale sino alla data di approvazione definitiva sono in vigore tutti e due gli strumenti urbanistici generali (quello vigente e quello adottato), pertanto per qualsiasi intervento (ad esclusione della manutenzione ordinaria), che comporti la trasformazione del territorio e/o del patrimonio edilizio, dovrà essere conforme alle previsioni di tutti e due gli strumenti urbanistici; si applicano infatti le misure di salvaguardia di cui alla legge 3 novembre 1952 n. 1902.
Qualora le istanze presentate prevedano interventi in contrasto con lo strumento urbanistico generale adottato, il loro iter dovrà essere motivatamente "sospeso" fino alla data di approvazione del nuovo PRG.